# Beat Saber
Beat Saber este un joc ritmic de realitate virtuală dezvoltat și publicat de dezvoltatorul de jocuri ceh Beat Games. Are loc într-un mediu suprarealist de neon și jucătorul are rolul de a tăia blocurile reprezentând ritmuri muzicale cu o pereche de săbii de culori contrastante. După o versiune early access în noiembrie 2018, jocul a fost lansat oficial pentru PlayStation 4 și Microsoft Windows pe 21 mai 2019 și este compatibil cu majoritatea căștilor de realitate virtuală.

## Gameplay
Jocul include mai multe melodii cu până la cinci niveluri de dificultate, începând de la Easy până la Expert+. Jucătorul folosește controlere de mișcare VR pentru a mânui o pereche de săbii strălucitoare, care în mod implicit sunt colorate în roșu și albastru, asignate mâinii stângi și respectiv drepte. În fiecare melodie, jocul prezintă jucătorului un flux de blocuri care se apropie, dispuse în sincronizare cu ritmul și notele melodiei, situate într-una dintre cele 12 poziții posibile ale unei grile de 4x3.
Jocul are, de asemenea, opțiunea de a reda unele melodii în anumite orientări în care blocurile se apropie din jurul playerului. Fiecare bloc are o culoare diferită, corespunzător culorii sabiei care ar trebui folosită pentru a o tăia. Fiecare poate fi, de asemenea, marcat cu o săgeată care indică una dintre cele opt direcții posibile în care blocul poate fi necesar să fie tăiat. Există, de asemenea, blocuri cu puncte în loc de săgeți, pe care jucătorii le pot lovi în orice direcție. Când un bloc este tăiat în mod corespunzător de o sabie, acesta este distrus și se acordă un scor, pe baza lungimii și a unghiului loviturii și a acurateței tăierii.
În plus, există ocazional bombe pe care jucătorul nu trebuie să le lovească și obstacole sub forma unor ziduri care se apropie, pe care capul jucătorului ar trebui să le evite. Sub calea pe care se deplasează blocurile se află o bară albă care se umple încet pe măsură ce jucătorul lovește notele corect. Dacă jucătorul lovește orice notă în direcția incorectă, această „bară de sănătate” va scădea cu puțin. Dacă jucătorul ratează complet o notă, bara va pierde porțiune mai mare. Dacă bara devine complet goală, jocul se va termina. 
Încă din etapele sale de acces timpuriu, jocul a inclus un mod pentru un singur jucător, precum și un mod de petrecere, care include un clasament cu numele jucătorului, care sunt introduse după fiecare melodie. În plus, jocul include un editor de nivel și un mod de antrenament care permite jucătorului să modifice viteza melodiei sau să înceapă să o joace din orice moment, nu doar de la început. Recent jocul a adăugat un mod multiplayer în care între 2-5 jucători pot juca un nivel împreună, câștigând persoana cu cel mai mare scor.
Beat Saber a fost livrat cu zece melodii, dar a fost extins cu mai multe pachete de conținut descărcabil. Mai multe dintre acestea includ melodii originale, dar mai multe pachete sunt melodii licențiate cu muzică și scene speciale de la formații precum Imagine Dragons,  Panic! at the Disco,  Green Day,  Linkin Park,  și BTS .  În plus, comunitatea a creat modificări pentru Beat Saber, permițând melodii și hărți personalizate.

## Dezvoltare
Beat Saber a început după finalizarea titlului anterior Beat Games (Hyperbolic Magnetism la acea vreme), Chameleon Run. Vladimír Hrinčár și Ján Ilavský au început să creeze demo-uri și prototipuri, iar unele dintre acestea au fost postate pe Facebook. Compozitorul Jaroslav Beck a văzut câteva dintre aceste prototipuri și a întâlnit echipa la Praga pentru a-i convinge să-l lase să creeze coloana sonoră pentru joc. După aproximativ doi ani de dezvoltare, jocul a fost lansat în acces timpuriu pe 1 mai 2018. 

## Publicare

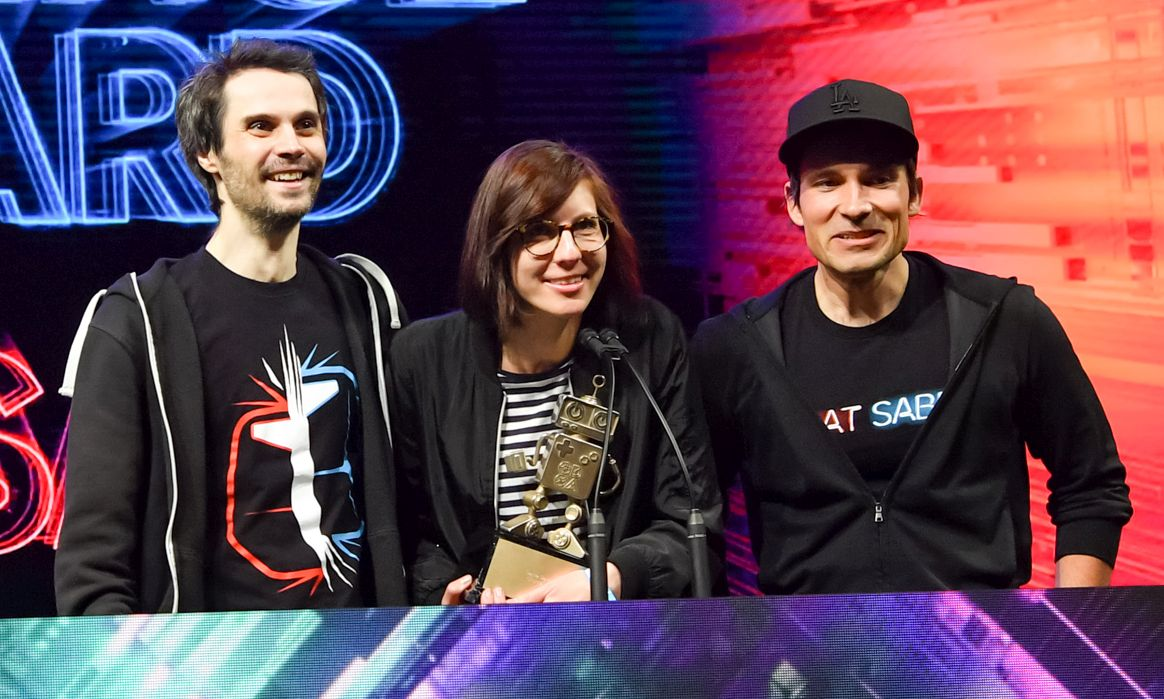
LR: programatorul Vladimir "Loki" Hrinčár, șeful de marketing Michaela Dvořáková și compozitorul Jaroslav Beck la Game Developers Choice Awards 2019

Jocul a fost lansat pentru prima dată cu acces timpuriu pe Microsoft Windows pe 1 mai 2018.  Jocul a fost lansat pe PlayStation 4 pe 20 noiembrie 2018.  Un editor a fost anunțat pentru lansare în mai 2018, ceea ce ar permite crearea de melodii personalizate pentru utilizatori, dar a fost amânat,  și adăugat în mai 2019. 
În martie 2019, Beat Games a lansat primul pachet de melodii plătite, cu 10 piese de la casa de discuri electronice Monstercat.  „ Crab Rave ” a fost adăugat ca o actualizare gratuită de Ziua Păcălelilor din acel an.  Pe 2 mai 2019, pentru a sărbători prima aniversare a jocului, o versiune prototip creată cu trei ani înainte a fost lansată publicului sub numele de Beat Saber Origins.  Jocul a fost complet lansat în afara accesului timpuriu pe PC pe 21 mai 2019.  Pe 29 ianuarie 2020, jocul a primit un pachet gratuit cu trei melodii ale artistului japonez Camellia. 
Facebook prin Oculus Studios a achiziționat Beat Games în noiembrie 2019. Compania a declarat că achiziția nu va afecta dezvoltarea viitoare a Beat Saber pe platforme VR terțe, pe lângă Oculus.  Beat Games va continua să funcționeze la Praga ca un studio independent, deși sub tutela Oculus Studios. Studioul a lansat noile niveluri de 360 de grade pe 14 decembrie 2019. 

## Recepție
În faza sa de acces timpuriu , Beat Saber a primit numeroase recenzii pozitive, devenind cel mai bine cotat joc de pe Steam la mai puțin de o săptămână după lansarea sa în acces timpuriu.  Jocul s-a vândut în peste un milion de exemplare până în martie 2019.  Până în februarie 2021, jocul a vândut peste 4 milioane de exemplare și 40 de milioane de melodii au fost vândute prin DLC plătit. 
Edge considerat că jocul se potrivește excelent pentru VR ca mediu, scriind „În acest moment al dezvoltării realității virtuale, este încă rar să întâlnești un joc care se simte nativ al tehnologiei. Beat Saber este o excepție. "  IGN a menționat că în timp ce jocul „nu depășește prea mult limitele [tehnologiei VR], jocul este extrem de eficient în comunicarea atracției VR și a considerat jocul„ o modalitate de a introduce pe oricine în realitatea virtuală. "  Gamespot a remarcat că la lansare biblioteca de melodii acceptate a fost „subțire”, dar a ajuns la concluzia că „Beat Saber este o goană exaltantă și un joc epuizant pentru a juca în cel mai bun mod”. 
Beat Saber a dezvoltat o audiență puternică de la debut, iar utilizatorii au creat numeroase moduri pentru a îmbunătăți jocul. De asemenea, au apărut mai multe site-uri web, unde utilizatorii distribuie hărți beat pe care le-au creat singuri, unele dintre ele permițând chiar ca acest conținut să fie încărcat de pe PC în Oculus Quest. 